# Frédéric Lenoir

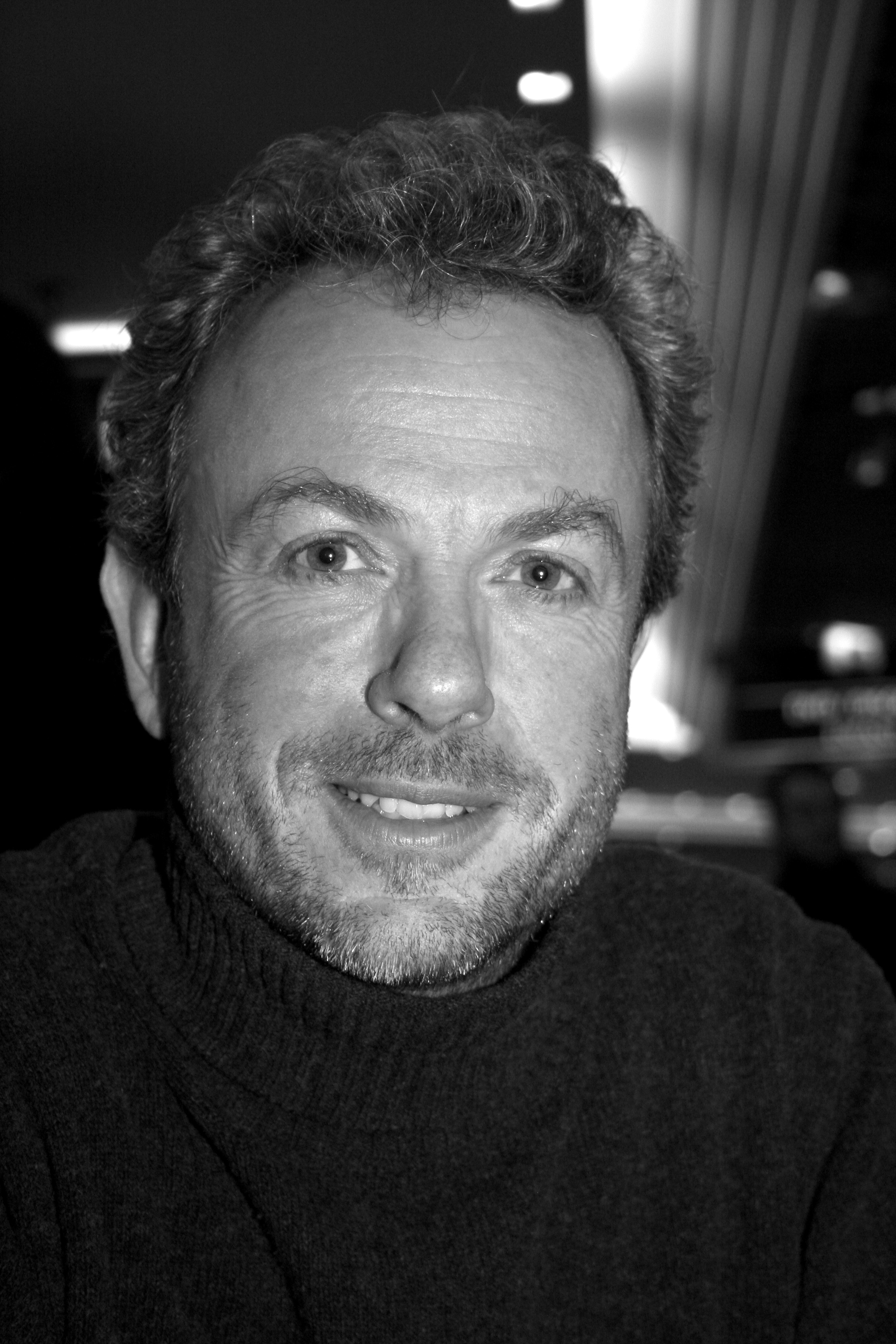
Frédéric Lenoir, 2007

Frédéric Lenoir (* 3. Juni 1962 auf Madagaskar) ist ein französischer Religionswissenschaftler und Soziologe.

## Leben
Lenoir studierte an der École des Hautes Études en Sciences Sociales (Paris) und konnte dieses Studium erfolgreich mit einer Promotion abschließen. Im Anschluss daran bekam er eine Anstellung am Centre d'études interdisciplinaires des faits religieux (CEIFR).
Ab 2004 fungiert Lenoir zusätzlich als verantwortlicher Chefredakteur der Zeitschrift „Le Monde des Religions“. Seit September 2009 zeichnet er auch für die Sendung „Les racines du ciel“ (France Culture) verantwortlich.

## Werke (Auswahl)

### Als Autor
Belletristik
- Bonté divine!. Albin Michel, Paris 2009, ISBN 978-2-226-18879-3 (Theaterstück, zusammen mit Louis M. Colla).
- Der Fluch des Mont-Saint-Michel. Historischer Thriller („La promesse de l'ange“). Piper, München 2010, ISBN 978-3-492-26352-8 (zusammen mit Violette Cabesos).
- Das Geheimnis des Weinbergs. „Denn wo euer Schatz ist, da ist auch euer Herz“ („Le secret“). Kabel-Verlag, München 2003, ISBN 3-8225-0637-0.
  - Das Geheimnis des Weinbergs. Hörbuch („Le secret“). Edition Steinbach, Schwäbisch Hall 2003, ISBN 3-88698-654-3 (3 CDs, gelesen von Friedrich Schönfelder).
- Das Orakel der Heilerin. Roman („L'oracle della Luna“). Goldmann, München 2009, ISBN 978-3-442-46797-6.

Sachbücher
- Le bouddhisme en France. Fayard, Paris 1999, ISBN 2-213-60528-9.
- Les communautés nouvelles. Interview des fondateurs. Fayard, Paris 1988, ISBN 2-213-02118-X.
- L'Epopée des Tibétains. Entre mythe et réalité. Fayard, Paris 2002, ISBN 2-213-61028-2 (zusammen mit Laurent Deshayes).
- Geheimnis des Da-Vinci-Code. Geheimbünde, Verschwörungen, codierte Gemälde und die wahren Schauplätze in Dan Browns „Sakrileg“. Piper, München 2005, ISBN 978-3-492-24630-9 (zusammen mit Marie-France Etchegoin).
- Mal de terre. Édition du Seuil, Paris 2005, ISBN 2-226-15428-0 (zusammen mit Hubert Reeves).
- Les métamorphoses de Dieu. La nouvelle spiritualité occidentale. Plon, Paris 2003, ISBN 2-259-19418-4
- Le moine et le lama. Fayard, Paris 2001, ISBN 2-213-60710-9 (zusammen mit Gyétrul J. Norbou und Robert LeGall).
- La recontre du bouddhisme et de l'occident. Albin Michel, Paris 2001, ISBN 2-226-12701-1 (Spirtualités vivantes; 184).
- Les risques de la responsabilité. Etretiens sur l'éthique. Fayard, Paris 1991, ISBN 2-213-02649-1 (zusammen mit M. D. Philippe).
- Sectes. Mensonges et idéaux. Bayard, Paris 1998, ISBN 2-227-31705-1 (zusammen mit Nathalie Luca).
- Sokrates, Jesus, Buddha. Die Lebenslehrer („Socrate, Jésus, Bouddha. Trois maîtres de vie“). Piper, München 2010, ISBN 978-3-492-05393-8.
- Die Seele der Welt. dtv, ISBN 978-3-423-26012-1
- Was ist ein geglücktes Leben?.  dtv, ISBN 978-3-423-34831-7 (frz.: Du bonheur, un voyage philosophique, Fayard, 2013)
- Weisheit und wie wir sie finden. Reclam, 2019, ISBN 978-3-15011216-8 (frz.: La sagesse expliquée à ceux qui la cherchent, Éditions du Seuil, 2018)

### Als Herausgeber
Sachbücher
- Encyclopédie des religions. Bayard, Paris 2000, ISBN 2-227-01100-9 (2 Bde., zusammen mit Ysé Tardan-Masquelier).
- La mort et l'immortalité. Encyclopédie des savoirs et des croyances. Bayard, Paris 2004, ISBN 2-227-47134-4 (zusammen mit Jean-Philippe de Tonnac).
- Le livre des Sagesses. L'aventure spirituelle de l'humanité. Bayard, Paris 2005, ISBN 2-227-47536-6.
- Abbé Pierre: Mein Gott warum? Fragen eines streitbaren Gottesmannes („Mon Dieu ... pourquoi?“). Dtv, München 2007, ISBN 978-3-423-24617-0.
  - Mein Gott, warum? Hörbuch („Mon dieu ... pourquoi?“). Edition Steinbach, Schwäbisch Hall 2007, ISBN 978-3-88698-346-9 (1 CD, gelesen von Edgar M. Böhlke).